# 범우사
범우사(汎友社)는 범우 윤형두 회장이 설립한 대한민국의 문학출판사이다.
1966년 출판사로 등록하여 사업을 시작했으며, 첫 출판물은 국어학자 양주동 등이 쓴 《사향의 염》이었다. 《아라비안나이트》전집, 《플루타르코스 영웅전》 전집, 법정 스님의 《무소유》등을 출판했고, 2006년에는 일본의 과거사 미청산을 비판한 《침략전쟁》을 출판하였다.
문고판으로는 《범우 사르비아 문고》가 대표적이다.

## 수상
- 1978년 《범우에세이선(選)》으로 제1회 독서대상 제작상 수상[2]
- 1988년 출판유공자 대통령표창[3]
- 1989년 범우사 대표 윤형두가 《出版物流通論(출판물유통론》으로 제12회 출판학회상 저술·연구부문 수상[4]
- 1990년 《한국전적인쇄사》로 제31회 한국출판문화상 출판상 수상[5]